# Goerodes satoi
Goerodes satoi är en nattsländeart som först beskrevs av Kobayashi 1968.  Goerodes satoi ingår i släktet Goerodes och familjen kantrörsnattsländor. Inga underarter finns listade i Catalogue of Life.